# Xenosophira invibrissata
Xenosophira invibrissata är en tvåvingeart som beskrevs av Hardy 1980. Xenosophira invibrissata ingår i släktet Xenosophira och familjen borrflugor. Inga underarter finns listade i Catalogue of Life.